# Берналь, Серхио
Серхио Артуро Берналь Эрнандес (исп. Sergio Arturo Bernal Hernández; род. 9 февраля 1970, Мехико) — мексиканский футболист, вратарь.

## Карьера

### Клубная карьера
Во взрослом футболе дебютировал в 1989 году в клубе «УНАМ Пумас», за который выступал на протяжении всей своей карьеры, продолжавшейся 21 год. Вместе с клубом он четырежды становился чемпионом Мексики. Кроме того, Берналь на протяжении некоторого времени являлся капитаном команды. В 2002 году он ненадолго перешёл в «Пуэблу» на правах аренды.
Завершил карьеру футболиста в 2010 году.

### Карьера в сборной
В 2000 году дебютировал в официальных матчах в составе национальной сборной Мексики. За национальную команду Берналь выступал под руководством тренера Уго Санчеса, который позднее дважды вызывал его для участия в матчах, но ни в одном из них он не смог сыграть из-за травм плеча и колена.

## Достижения
«УНАМ Пумас»
- Чемпион Мексики: 1991, 2004, 2004, 2009
- Чемпион чемпионов: 2004